# Cantone di Montpezat-de-Quercy
Il Cantone di Montpezat-de-Quercy era una divisione amministrativa dell'arrondissement di Montauban.
È stato soppresso a seguito della riforma complessiva dei cantoni del 2014, che è entrata in vigore con le elezioni dipartimentali del 2015.
Comprendeva i comuni di:
- Labastide-de-Penne
- Lapenche
- Montalzat
- Montfermier
- Montpezat-de-Quercy
- Puylaroque